# Euphorbia halemanui
Euphorbia halemanui är en törelväxtart som beskrevs av Earl Edward Sherff. Euphorbia halemanui ingår i släktet törlar, och familjen törelväxter. IUCN kategoriserar arten globalt som akut hotad.
Artens utbredningsområde är Hawaii. Inga underarter finns listade i Catalogue of Life.